# St. Michael (Berlin-Kreuzberg)

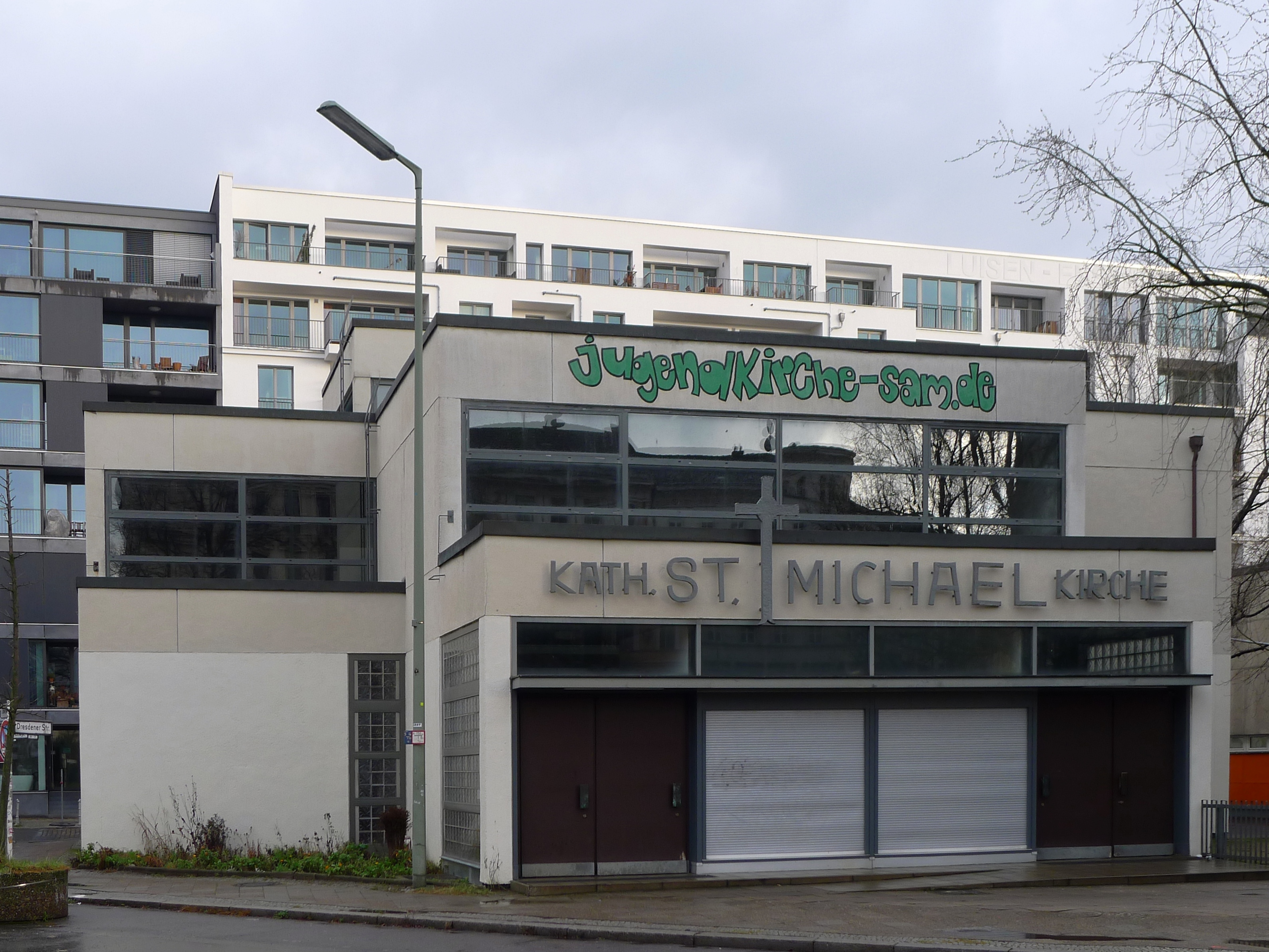
Römisch-katholische Kirche St. Michael

Die römisch-katholische Kirche St. Michael in der Waldemarstraße 8–10 im Berliner Ortsteil Kreuzberg des Bezirks Friedrichshain-Kreuzberg wurde von Rudolf Schwarz entworfen, die Bauleitung hatte Hans Schaefers. Die Grundsteinlegung war am 11. Februar 1964, das Richtfest am 15. Oktober des gleichen Jahres. Die Benediktion erfolgte am 25. April 1965. 
Die Kirche gehört zur Pfarrei Bernhard Lichtenberg Berlin-Mitte im Erzbistum Berlin.

## Geschichte
Durch den Bau der Berliner Mauer war der West-Berliner Teil der Michaelsgemeinde von seiner Kirche abgetrennt worden. Die Gemeinde richtete daraufhin am Mariannenplatz eine Notkirche in einem Gebäude ein, das sie in den 1950er Jahren erworben hatte. Die Teilung Berlins wurde vom Bistum Berlin offiziell nicht anerkannt. Deshalb blieb die Gemeinde faktisch bestehen. Für ein neues Gemeindezentrum kaufte die Gemeinde ein Grundstück nahe der Mauer mit Blick auf die alte Michaelskirche, einerseits um die Erinnerung an sie wachzuhalten, andererseits um Kirche und Gemeindezentrum nach dem Fall der Mauer durch beide Gemeindeteile gemeinsam zu nutzen. Weil das Gebäude nach der deutschen Wiedervereinigung und der Zusammenführung der beiden Teile der Gemeinde als Gemeindesaal dienen sollte, wurde es nur benediziert und nicht geweiht. Die Michaelsgemeinde in Kreuzberg hatte zwar alle Rechte einer Gemeinde, sie war aber keine selbstständige Parochie, sondern nur eine Administratur.
Nach der Wiedervereinigung führten Diskrepanzen über die diakonische Arbeit dazu, dass die Zusammenführung der beiden Gemeindeteile den Kirchengemeindeleitungen misslang. Die Ostberliner Gemeindemitglieder gehören mittlerweile zur Gemeinde der St.-Hedwigs-Kathedrale. Bedingt durch die Stadtsanierung in Kreuzberg und den Wegzug von Gemeindemitgliedern in Neubaugebiete sank deren Zahl stark ab. Deshalb fusionierte 2000 die Kreuzberger Michaelsgemeinde mit der Gemeinde von St. Marien-Liebfrauen. Im Januar 2004 wurde St. Michael auch Jugendkirche des Bistums. An der Fassade der Kirche wurde ein zusätzlicher Schriftzug oberhalb des Eingangs angebracht und die Empore zu einem Raum der Kommunikation umgestaltet.
Am 1. Januar 2021 fusionierte die Pfarrei St. Marien Liebfrauen mit den Pfarreien St. Hedwig (Berlin-Mitte), Herz Jesu (Berlin-Prenzlauer Berg), St. Bonifatius (Berlin-Kreuzberg) zur Pfarrei Bernhard Lichtenberg Berlin-Mitte.

## Baubeschreibung

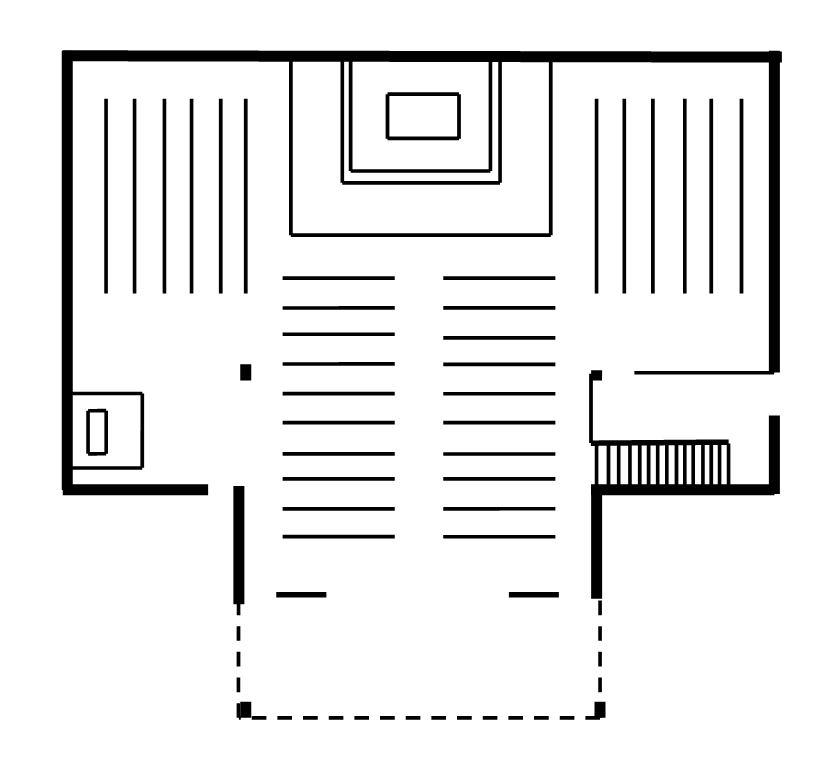
Grundriss der Kirche

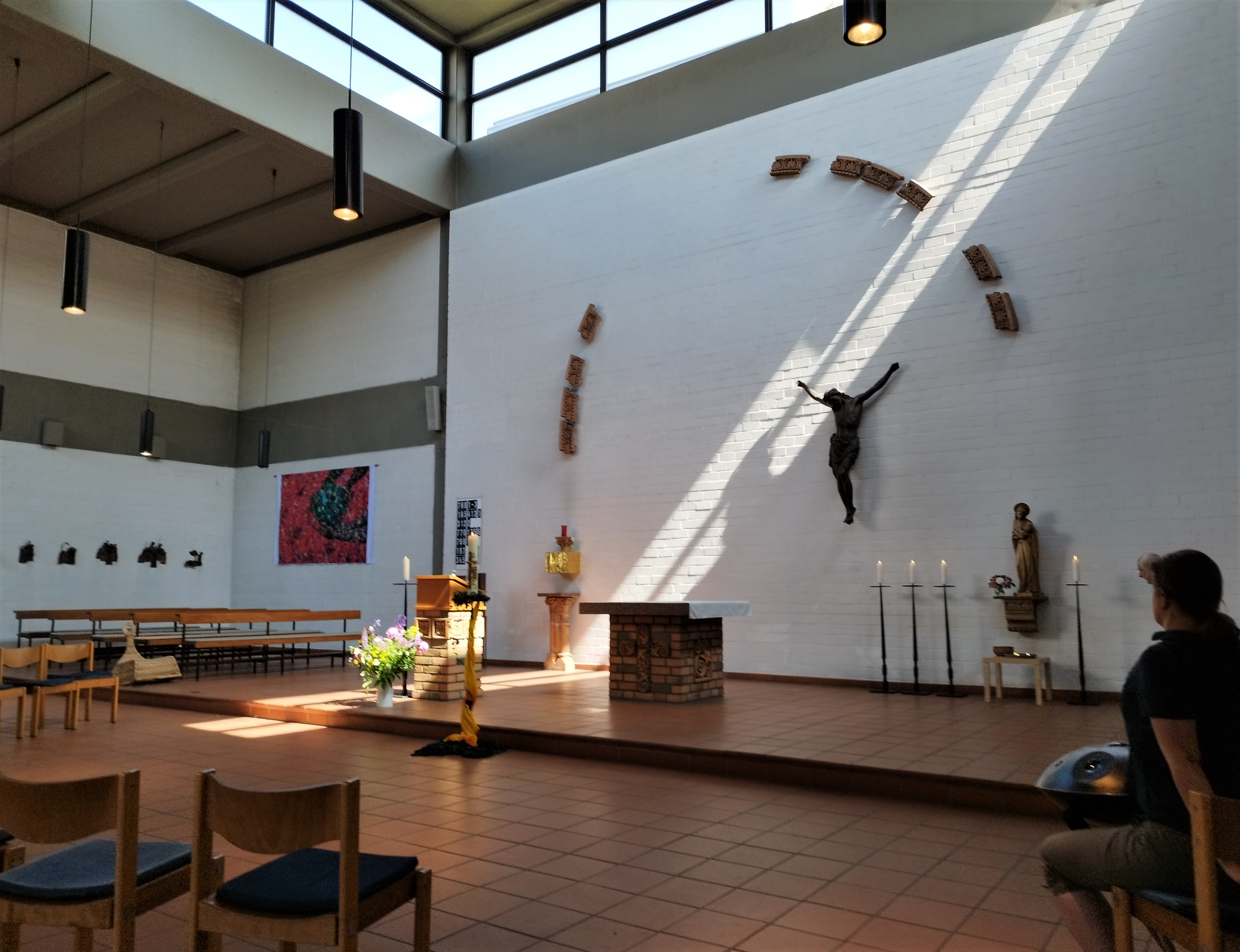
Innenraum

Es entsprach dem damaligen Bedürfnis nach der Wiederkehr der Neuen Sachlichkeit, dass das Gebäude aus höhengestaffelten und sich durchdringenden kubischen Baukörpern besteht. Ein Glockenturm als sichtbares Zeichen christlicher Präsenz fehlt allerdings. Der im Grundriss des Antoniuskreuzes errichtete Bau ist in drei rechtwinkligen Achsen, der des Langhauses und den beiden der Arme des Querschiffs, auf die relativ flache Estrade des Altarbereichs ausgerichtet. Der Volksaltar markiert daher nicht den architektonischen Mittelpunkt des Gebäudes.
Die Altarinsel ist auf drei Seiten von Sitzgelegenheiten für die Gottesdienstbesucher umgeben, anfangs Kirchenbänke und seit der Umgestaltung 2004 Stühle in halbkreisförmiger Anordnung. Der Innenraum des Stahlbetonskelettbaus wurde mit Sichtmauerwerk aus Kalksandsteinen ausgefacht, die Wandverkleidung des Außenraums besteht aus großflächigen Kalksteinplatten. Die Unterzüge des Flachdachs sind innen sichtbar. Die Altarinsel wird von Obergaden erhellt. Fenster befinden sich ferner an den Wänden, die in Richtung des Portals zeigen. Außerdem sind die Wände zum Teil mit Fenstern aus Glasbausteinen versehen. Eine der Achsen wird von der Empore überbrückt. 
Bei der Ausgestaltung des Innenraums wurden einige Elemente der alten Michaelskirche verwendet. Von dort stammen beispielsweise die Spolien an der Altarwand sowie einzelne Schmucksteine, die im Altar eingebaut wurden. Die Plastik Christus in der Rast, 1922 von Carl Blümel zum Gedenken an die Toten des Ersten Weltkriegs für die alte Michaelskirche als Bronzeguss geschaffen, steht in der neuen seit 1976. Eine Umgestaltung des Innenraums und eine Erneuerung der Prinzipalien, wie Altar, Tabernakel, Ambo und Taufbecken erfolgte 1988–1989 durch die Künstlerin Renate Grzimek. Hierbei verwendete sie ornamentierte Formsteine aus der alten Kirche St. Michael in Berlin-Mitte. 

## Orgel
Die Kirche verfügt über ein Orgelpositiv mit sechs Registern auf einem Manual und Pedal. Sie stand zunächst auf der Empore, seit 2004 ist sie im rechten Teil des Kirchenraumes.
Das Instrument hat folgende Disposition:
| Manual C–g3    |    |
| Gedackt        | 8′ |
| Principal      | 4′ |
| Rohrflöte      | 4′ |
| Waldflöte      | 2′ |
| Scharff III–IV |    |

| Pedal C–f1 |     |
| Subbass    | 16′ |

- Koppeln: gekoppeltes Pedal